# Goryphus oneili
Goryphus oneili là một loài tò vò trong họ Ichneumonidae.